# Tonva
Tonva (ryska: Тонва) är ett vattendrag i Belarus.   Det ligger i voblasten Minsks voblast, i den centrala delen av landet, 60 km sydväst om huvudstaden Minsk.
Omgivningarna runt Tonva är en mosaik av jordbruksmark och naturlig växtlighet. Runt Tonva är det ganska glesbefolkat, med 24 invånare per kvadratkilometer.